# Catedral metropolitana de Santa María (Changanassery)
La catedral metropolitana de Santa María o simplemente Catedral de Changanassery y también conocida como Valiyapally, es la catedral de la archieparquía de Changanacherry de la Iglesia católica siro-malabar (Archieparchia Changanacherrensis) y también un centro mariano de peregrinaje en Kerala, al sur del país asiático de la India.
La comunidad cristiana local alrededor de Changanachery hereda su fe directamente de Santo Tomás Apóstol, que formó una comunidad cristiana de fieles, centrada en Niranam en el siglo I. La primera iglesia en Changanachery fue establecida en el 1177. La parcela de la tierra para la iglesia fue donada por el rey hindú local de Thekkumkoor. La iglesia actual es la cuarta en su lugar. La iglesia fue reconstruida y consagrada en 1887. La catedral se adorna con tallas hindúes antiguas. 